# Harry Luther Gandy
Harry Luther Gandy (ur. 13 sierpnia 1881 w Churubusco w Indianie, zm. 15 sierpnia 1957 w Los Gatos w Kalifornii) – amerykański polityk, członek Partii Demokratycznej.
W latach 1915–1921 przez trzy dwuletnie kadencje Kongresu Stanów Zjednoczonych był przedstawicielem trzeciego okręgu wyborczego w stanie Dakota Południowa w Izbie Reprezentantów Stanów Zjednoczonych.